# Gabriela Vermelho
Gabriela Vermelho, vlastním jménem Gabriela Plíšková (* 1976 Přerov), je česká zpěvačka, houslistka, violistka, hráčka na kvinton, hudební skladatelka, performerka a herečka.

## Životopis
Nevšední schopnost zvládnout stylově hudbu klasickou, jazzovou, folklórní a world music instrumentálně i pěvecky se zhodnotily v roce 2005, kdy za roli čarodějky Evy v muzikálu Balada pro banditu brněnského divadla Husa na provázku v režii Vladimíra Morávka obdržela cenu Alfréda Radoka v kategorii Talent roku.
Pódiové zkušenosti získávala již během studií na konzervatoři P. J. Vejvanovského v Kroměříži a na Ostravské univerzitě.
O její pěvecké multifunkčnosti a talentu svědčí jak úspěšná spolupráce s Orchestrem Gustava Broma, tak například se Symfonickým orchestrem Českého rozhlasu, s nímž pod taktovkou Vladimíra Válka provedla náročný sopránový part v jazzovém Requiem Ladislava Simona. Dále účinkovala s Komorním orchestrem Pavla Haase, Orchestrem Berg, Kaprálová Quartetem a Heroldovým kvartetem. Pravidelně zpívá v kapelách Maraca a Zimbova, vystupuje společně s Epoque Quartetem a Petrem Wajsarem ve sdružení EWave.
Vytvořila a spolu interpretovala hudbu k dokumentárnímu filmu Uloupené mateřství od režisérky Libuše Rudinské. V témže roce vytvořila a interpretovala hudbu k tanečnímu představení Echoes a Havran. V roce 2010 vytvořila hudbu pro baletní představení Jessie a Morgiana. Pro Švandovo divadla zkomponovala a interpretovala hudbu k představení Upálení Satanica 666 a v květnu roku 2012 hudbu k představení Mlč, Jobe mlč!. V roce 2014 zpívala jednu z hlavních rolí v opeře Ivo Medka a Markéty Dvořákové Alice in bed.
Účinkovala v televizních pořadech Banánové rybičky, Manéž Bolka Polívky a Trumfy Miroslava Donutila.

## Diskografie
- Maraca, 2001
- Longe, 2003
- Krvavé balady, 2004
- The body is too slow for me, 2006
- Jessie a Morgiana, 2012